# Mansigné
Mansigné é uma comuna francesa na região administrativa do País do Loire, no departamento de Sarthe. Estende-se por uma área de 36.5 km². Em 2010 a comuna tinha 1 583 habitantes (densidade: 43,4 hab./km²).